# 乔恩·霍尔
乔恩·霍尔（英語：Jon Hall，1982年3月13日—），英国男子篮球运动员。他曾代表英国参加2008年和2012年夏季残疾人奥林匹克运动会轮椅篮球比赛，其中2008年夏季残奥会获得一枚铜牌。